# آپولینر ۱۰۷۸۰
سیارک ۱۰۷۸۰ (به انگلیسی: 10780 Apollinaire، نامگذاری:1991PB2) ده هزار و هفتصد و هشتادمین سیارک کشف شده‌است که در ۲ اوت ۱۹۹۱ کشف شد.
قدر مطلق سیارک برابر ۱۴٫۸۰ است.